# Giving Them Fits
Giving Them Fits é um curta-metragem norte-americano de 1915, do gênero comédia, estrelado por Harold Lloyd. Foi o primeiro filme que Lloyd, Snub Pollard e Bebe Daniels trabalham juntos.

## Enredo
Luke (Harold Lloyd) trabalha em uma loja de sapatos, mas tem dificuldade com foco no trabalho quando uma garota bonita está próxima.

## Elenco

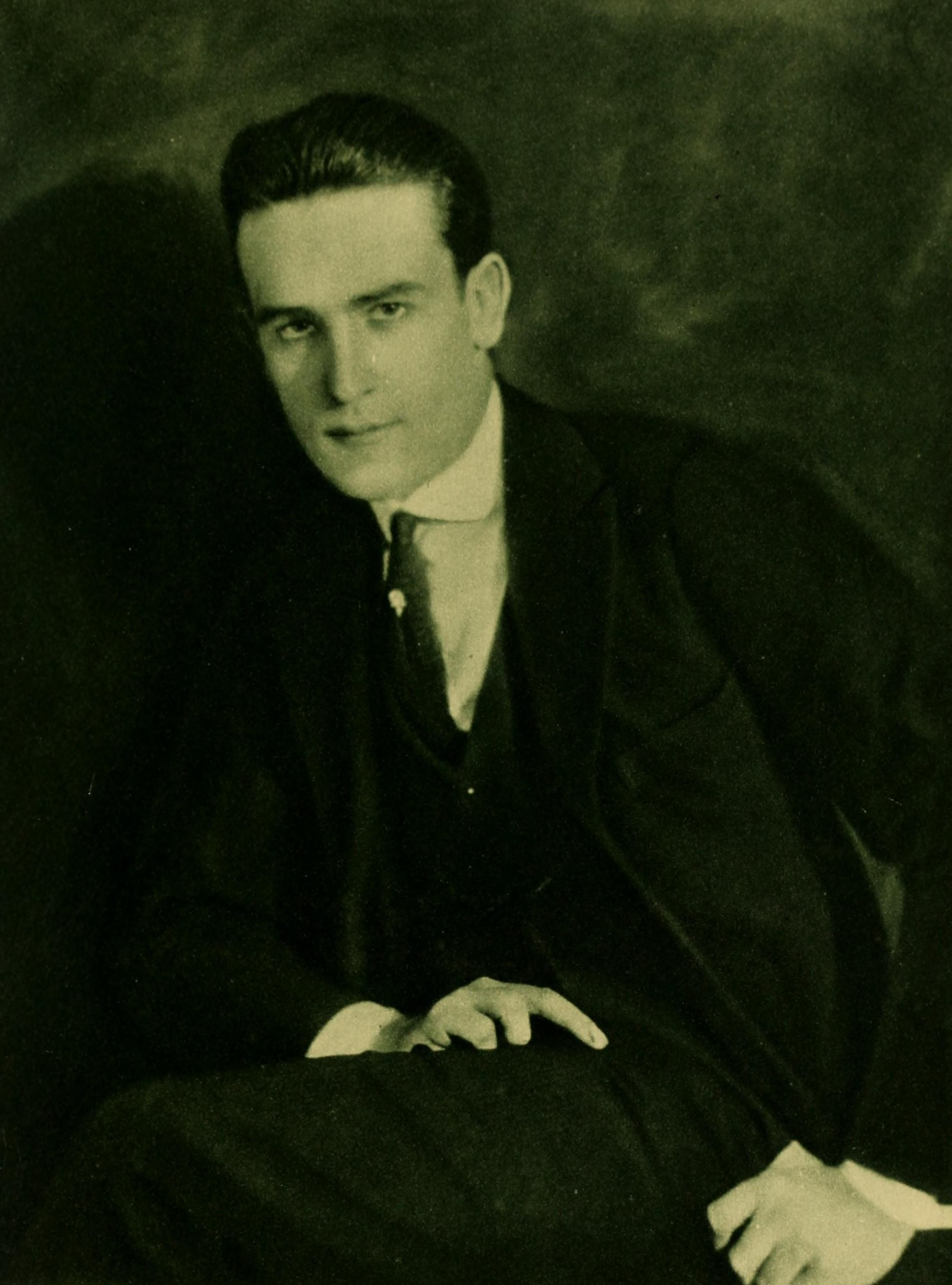
Harold Lloyd

- Harold Lloyd - Luke
- Snub Pollard (como Harry Pollard)
- Gene Marsh
- Bebe Daniels